# Supercúmul de la Verge

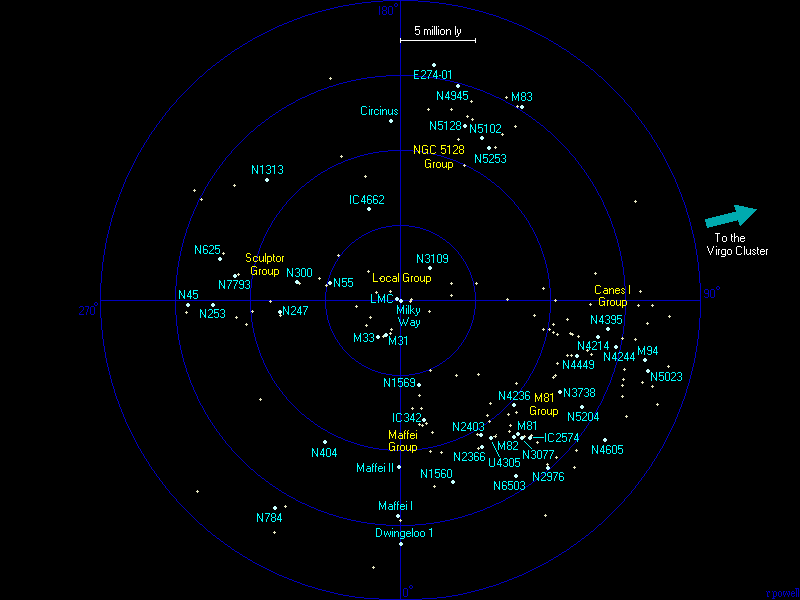
Representació de les galàxies més properes en el pla supergalàctic.

El supercúmul de Virgo, o supercúmul local és un supercúmul de galàxies situat al supercúmul de Laniakea que conté al Grup Local i, per tant, a la Via Làctia. Té una forma de disc aplanat amb un diàmetre d'uns 200 milions d'anys llum. Conté uns 100 cúmuls i agrupacions de galàxies i està dominat pel cúmul de Virgo a prop del seu centre. El nostre Grup Local està situat en un extrem i s'acosta cap al cúmul de Virgo.
Observant l'efecte gravitatori global del cúmul sobre les diferents galàxies s'estima la massa total del supercúmul en unes 1015 masses solars (2 × 1046 kg). Com la seva lluminositat és massa petita per explicar aquesta massa, es creu que bona part del supercúmul està format per matèria fosca. Cap al centre del supercúmul s'ha detectat una anomalia gravitatòria coneguda com el Gran Atractor.
Es sospita que, igual que els cúmuls s'agrupen en supercúmuls, els supercúmuls s'agrupen en hipercúmuls. Aquests hipercúmuls serien la segona estructura més gran de l'univers, després de la Gran Barrera.